# Tub termoiònic
Un tub termoiònic, tub electrònic, tub de buit, també anomenat, vàlvula termoiònica, vàlvula electrònica, vàlvula de buit, és un component electrònic tancat dins d'un tub de vidre, utilitzat per amplificar, commutar, o modificar un senyal elèctric mitjançant el control del moviment dels electrons en un espai "buit"  a molt baixa pressió, o en presència de gasos especialment seleccionats. L'Efecte Edison original va ser el component crític que va possibilitar el tríode de Lee de Forest i així el desenvolupament de l'electrònica durant la primera meitat del segle xx, incloent l'expansió i comercialització de la radiodifusió, televisió, radar, àudio, xarxes telefòniques, computadors analògics i digitals, control industrial, etc. Algunes d'aquestes aplicacions són anteriors a la vàlvula, però van viure un creixement explosiu gràcies a ella.

## Característiques

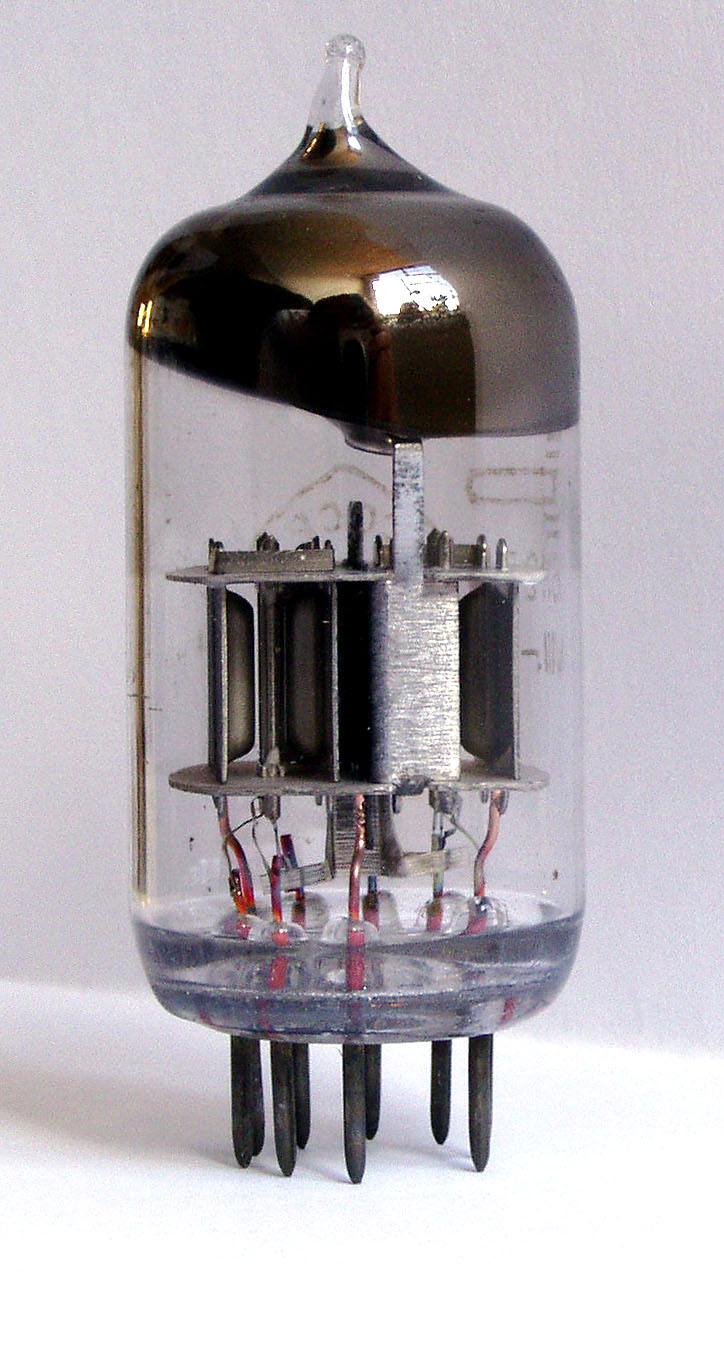
Vàlvula doble-tríode de fabricació russa

Els tubs de buit estaven compostos per dos o més elèctrodes dins un tub de cristall segellat al buit, amb un aspecte semblant al de certes làmpades incandescents. L'invent primitiu va ser el díode, que va ser realitzat el 1904 per John Ambrose Fleming, de l'empresa Marconi, basant-se en observacions fetes per Thomas Alva Edison. Després va arribar el tríode de Lee de Forest que encara s'empra en certes aplicacions d'àudio HI-FI, i malgrat haver tingut un cert ressorgiment, la majoria dels equips moderns es basen en l'ús de materials semiconductors.
Igual que els llums incandescents, els tubs de buit més senzills tenen un filament a través del qual circula el corrent, escalfant-lo per l'efecte Joule. El filament (tractat amb òxid de bari, per a una millor durada), en escalfar-se emet electrons cap al buit circumdant, que són conduïts electrostàticament cap a una placa metàl·lica carregada positivament (l'ànode), produint-se així la conducció. El pas del corrent en sentit invers es veu impedit, ja que si l'ànode no s'escalfa, no podrà cedir electrons al buit circumdant.
Al llarg de la seva història, van ser introduïts moltíssims tipus de vàlvules, però els principis de funcionament bàsics són:
- Efecte Edison. La gran majoria de les vàlvules electròniques estan basades en la propietat que tenen els metalls en calent d'alliberar electrons des de la seva superfície.
- Gasos ionitzats. En altres casos, s'utilitzen les característiques de la conducció electrònica en gasos ionitzats, això resulta principalment important en els reguladors de tensió, rectificadors de vapor de mercuri, vàlvula de commutació T/R, etc.
- Efecte fotoelèctric En altres casos, el principi de funcionament es basa en l'emissió d'electrons per l'efecte fotoelèctric.

L'ocàs d'aquesta tecnologia va començar amb la invenció del transistor i el posterior desenvolupament de components d'estat sòlid que eren molt més petits, barats i fiables que la vàlvula. No obstant això avui dia encara sobreviu en certes aplicacions específiques, on per raons tècniques resulten més convenients. Per exemple en transmissors de radiofreqüència d'alta potència i sistemes de radar s'utilitzen magnetrons, vàlvules d'ona progressiva TWT, thyratrons, etc. En televisió i sistemes d'imatge medicinal encara s'utilitzen tubs de raigs catòdics o tubs de captura d'imatge, i en la llar és la base de funcionament del forn microones. També segueixen sent àmpliament utilitzades en preamplificadors de micròfons, guitarres i baixos, així com en equips de so d'alta fidelitat.

## Història

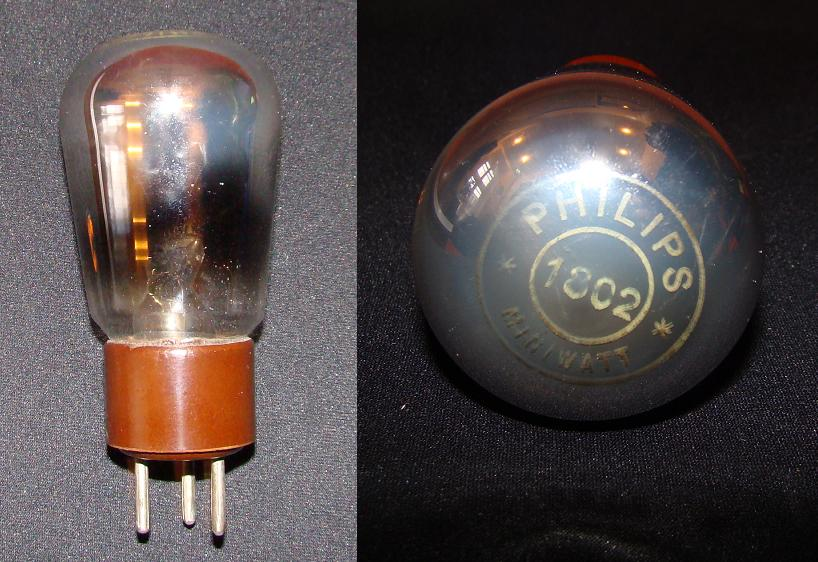
Díode termoiònic fabricat per Philips.

L'efecte d'emissió termoiònica va ser originalment reportat per Frederick Guthrie en 1873, però va ser la investigació de Thomas Alva Edison el treball més sovint esmentat. Edison, en veure que amb l'ús el vidre de les làmpades incandescents s'anava enfosquint, va buscar la forma de minorar aquest efecte, realitzant per a això diversos experiments. Un va ser la introducció en l'ampolla del llum d'un elèctrode en forma de placa, que es polaritzava elèctricament per tal d'atreure les partícules que, segons sembla, es desprenien del filament. Tot i que Edison no comprenia a nivell físic el funcionament, i desconeixia el potencial del seu  "descobriment" , el 1884 Edison ho va patentar sota el nom de "Efecte Edison".
Les primeres vàlvules termoiòniques, o tubs de buit, evolucionaren a partir de les bombetes d'incandescència, i contenien un filament (anomenat càtode) dins d'un recipient de vidre segellat al buit. El filament està tractat amb òxid de bari, de manera que en escalfar-se allibera electrons al buit circumdant, un efecte anomenat emissió termoiònica o «Efecte Edison». Un segon elèctrode, l'ànode o placa, atrau electroestàticament aquests electrons si és a una tensió positiva respecte del càtode. El resultat és un flux net d'electrons del càtode a l'ànode. Tanmateix, si s'inverteix la polaritat entre càtode i ànode, els electrons no poden fluir en sentit contrari perquè l'ànode no està escalfat i no emet electrons. Un tub d'aquestes característiques s'anomena díode, i té aplicacions en rectificació. El seu inventor fou John Ambrose Fleming (1904), de l'empresa Marconi, basant-se en observacions fetes per Thomas Alva Edison.
Pocs anys després (1907) Lee De Forest desenvolupà l'Audion, un dispositiu precursor de la vàlvula tríode, en el qual, introduint un tercer elèctrode anomenat «reixeta de control» (o simplement «reixeta») entre el càtode i l'ànode, era possible de modular el flux d'electrons (i, per tant, la magnitud del corrent elèctric que travessava el dispositiu) variant només el potencial de la reixeta respecte del càtode. D'aquesta manera, una variació de pocs volts a la reixeta podia produir unes variacions relativament grans de corrent i, en conseqüència, una variació de la tensió de l'ànode de forma similar a l'aplicada a la reixeta, però de magnitud molt més elevada. Naixia així un dispositiu capaç d'amplificar un senyal, fet que suposà una autèntica revolució i (juntament amb el descobriment de l'electró uns anys abans) es pot considerar que inaugurà el camp de l'electrònica.

## Efecte Edison

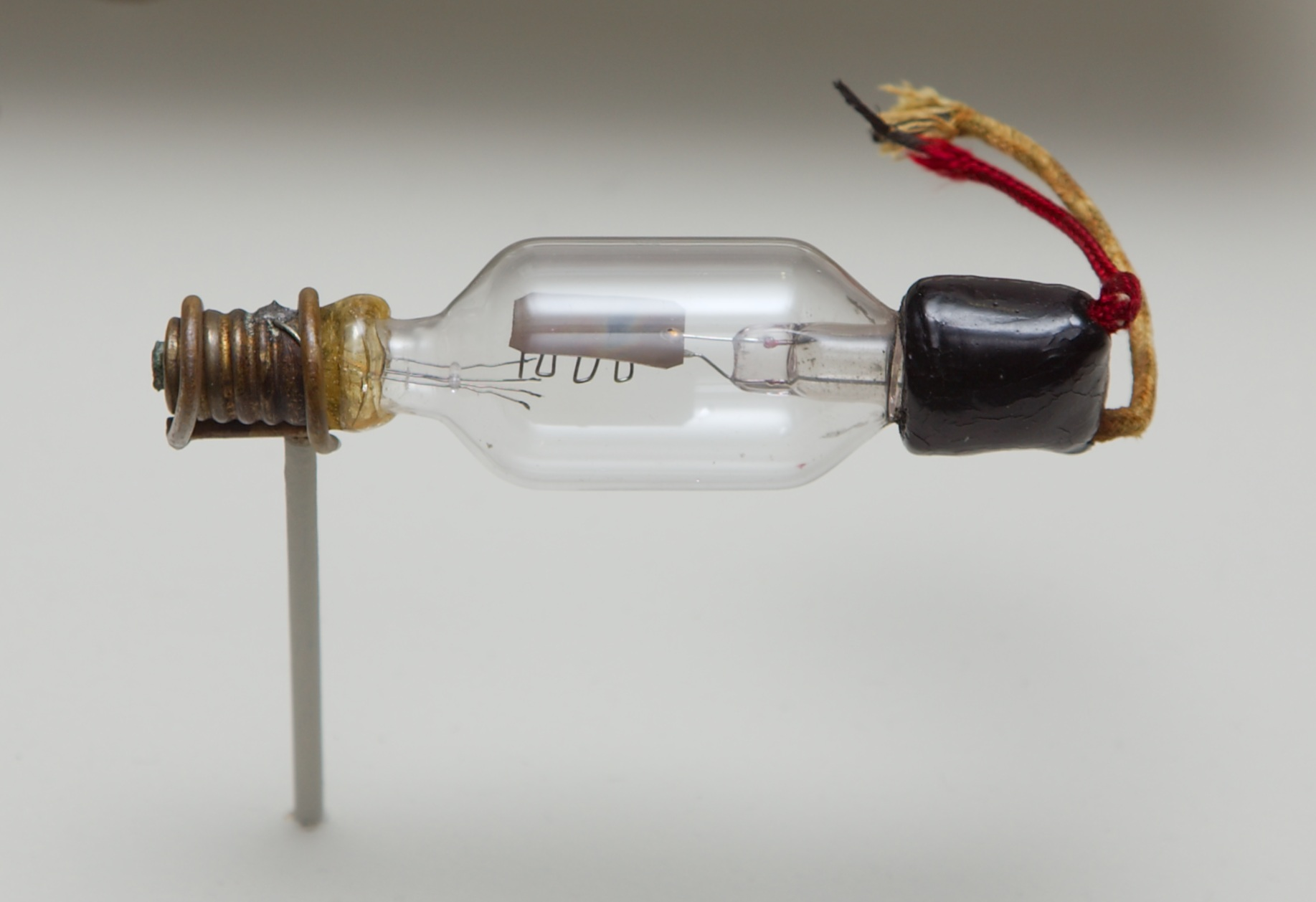
Tríode de 1906.

Si s'afegeix un elèctrode pla (placa o ànode), quan el filament s'escalfa es produeix una agitació dels àtoms del material que el recobreix, i els electrons de les òrbites de valència són accelerats, aconseguint velocitats de fuita, amb el que es forma un núvol d'electrons sobre la placa. El núvol termoiònic, fortament atret per la placa, per raó del potencial positiu aplicat a la mateixa, dona lloc a la circulació d'un corrent elèctric a través de la vàlvula entre el filament i l'ànode. A aquest fenomen se l'anomena Efecte Edison-Richardson o efecte termoiònic.
Arribats a aquest punt, hem de la vàlvula termoiònica més simple està constituïda per una ampolla de vidre, similar a la de les làmpades d'incandescència, a la qual se li ha practicat el buit i en la qual es troben tancats dos elèctrodes, anomenats  càtode  i  ànode .
Físicament, el càtode, consisteix en un filament de wolframi, recobert per una substància rica en electrons lliures, que s'escalfa mitjançant el pas d'un corrent. L'ànode està format per una placa metàl·lica que envolta al filament a una certa distància ia la qual s'aplica un potencial positiu. Per constar de dos elèctrodes a la vàlvula abans descrita se li denomina  díode .
En la mesura que la funció de càtode és realitzada directament pel filament, es tracta d'una vàlvula d'escalfament directe .
Quan es volen obtenir majors corrents a través de la vàlvula i un aïllament elèctric entre la font de corrent d'escalfament del filament i la d'ànode-càtode, s'utilitza un càtode independent constituït per un petit tub metàl·lic revestit o "pintat" amb algun material ric en electrons lliures, com el òxid de tori, que envolta el filament, aïllat elèctricament, però molt proper a ell per poder escalfar adequadament. En aquest cas la vàlvula es denomina de  escalfament indirecte , podent llavors el corrent del caldeo ser fins i tot alterna. En aquest tipus de vàlvules el filament solament és l'element calefactor i no es considera un elèctrode actiu. En estar els filaments aïllats es poden connectar junts (en sèrie o paral·lel) els filaments de totes les vàlvules de l'equip, el que no és possible amb càtodes d'escalfament directe .
Si s'agreguen altres elèctrodes entre ànode i càtode (anomenats reixetes) es pot controlar o modular el flux d'electrons que arriben a l'ànode, d'aquí la denominació de vàlvula.
A causa del fet que el corrent per l'interior de la vàlvula solament pot circular en un sentit, una de les aplicacions de les vàlvules termoiòniques és la seva utilització com rectificador. Així mateix, i atès que amb petites diferències de potencial aplicades entre reixeta i càtode es poden produir variacions considerables del corrent circulant entre càtode i ànode, una altra aplicació, possiblement la més important, és com amplificador.

## Funcionament
Un tub de buit consta de dos o més elèctrodes al buit dins d'un embolcall hermètic. La majoria dels tubs tenen embolcalls de vidre amb un segell de vidre a metall basat en vidre kovar de borosilicat segellable, encara que s'han utilitzat embolcalls de ceràmica i metall (amb els electrodes sobre de bases aïllants). Els elèctrodes estan connectats a cables que travessen l'embolcall mitjançant un segellat hermèticament. La majoria dels tubs de buit tenen una vida útil limitada, a causa de la cremada del filament o de l'escalfador o d'altres modes de fallada, de manera que es fabriquen com a unitats reemplaçables; els cables de l'elèctrode es connecten a les agulles de la base del tub que es connecten a un connector del tub. Els tubs eren una causa freqüent de fallades en els equips electrònics, i s'esperava que els consumidors poguessin substituir els tubs ells mateixos. A més dels terminals de la base, alguns tubs tenien un elèctrode que acabava en una tapa superior. El motiu principal per fer-ho va ser evitar la resistència a les fuites a través de la base del tub, especialment per a l'entrada de la xarxa d'alta impedància. Les bases es feien habitualment amb aïllament fenòlic que funciona malament com a aïllant en condicions humides. Altres raons per utilitzar una tapa superior inclouen la millora de l'estabilitat mitjançant la reducció de la capacitat de la xarxa a l'ànode, rendiment d'alta freqüència millorat, mantenint una tensió de placa molt alta lluny de tensions més baixes i acomodant un elèctrode més del que permet la base. Fins i tot hi havia un disseny ocasional que tenia dues connexions superiors.

Díode: els electrons del càtode calent flueixen cap a l'ànode positiu, però no a l'inrevés.
Triode: tensió aplicada al corrent de la placa de control de la xarxa (ànode).

Els primers tubs de buit van evolucionar a partir de bombetes incandescents, que contenien un filament segellat dins d'un recipient segellat al buit. Quan està calent, el filament allibera un núvol d'electrons, un procés anomenat emissió termiònica, originalment conegut com a efecte Edison. Un segon elèctrode, l'ànode o placa, atraurà aquests electrons si està a un voltatge més positiu. El resultat és un flux net d'electrons del filament a la placa. Tanmateix, els electrons no poden fluir en sentit invers perquè la placa no s'escalfa i no emet electrons. El filament (càtode) té una doble funció: emet electrons quan s'escalfa; i, juntament amb la placa, crea un camp elèctric a causa de la diferència de potencial entre ells. Aquest tub amb només dos elèctrodes s'anomena díode, i s'utilitza per a rectificació. Com que el corrent només pot passar en una direcció, aquest díode (o rectificador) convertirà el corrent altern (CA) en corrent continu polsant. Per tant, els díodes es poden utilitzar en una font d'alimentació de CC, com a desmodulador de senyals de ràdio modulats en amplitud (AM) i per a funcions similars.
Els primers tubs utilitzaven el filament com a càtode; això s'anomena tub "escalfat directament". La majoria dels tubs moderns són "escalfats indirectament" per un element "escalfador" dins d'un tub metàl·lic que és el càtode. L'escalfador està aïllat elèctricament del càtode circumdant i simplement serveix per escalfar el càtode prou per a l'emissió termiònica d'electrons. L'aïllament elèctric permet que tots els escalfadors dels tubs s'alimentin des d'un circuit comú (que pot ser de CA sense induir zumbits) alhora que permet que els càtodes dels diferents tubs funcionin a diferents voltatges. H. J. Round va inventar el tub escalfat indirectament cap al 1913.
Els filaments requereixen una potència constant i sovint considerable, fins i tot quan amplifiquen senyals a nivell de microwatts. La potència també es dissipa quan els electrons del càtode xoquen contra l'ànode (placa) i l'escalfen; això pot ocórrer fins i tot en un amplificador inactiu a causa dels corrents en repòs necessaris per garantir la linealitat i la baixa distorsió. En un amplificador de potència, aquest escalfament pot ser considerable i pot destruir el tub si es condueix més enllà dels seus límits segurs. Com que el tub conté un buit, els ànodes de la majoria dels tubs de potència petita i mitjana es refreden per radiació a través de l'embolcall de vidre. En algunes aplicacions especials d'alta potència, l'ànode forma part de l'embolcall de buit per conduir la calor a un dissipador de calor extern, generalment refredat per un ventilador o una camisa d'aigua.
Els Klystrons i els magnetrons sovint operen els seus ànodes (anomenats col·lectors en klystrons) a potencial de terra per facilitar el refredament, especialment amb aigua, sense aïllament d'alta tensió. En canvi, aquests tubs funcionen amb alts voltatges negatius al filament i al càtode.
Excepte els díodes, els elèctrodes addicionals es col·loquen entre el càtode i la placa (ànode). Aquests elèctrodes s'anomenen quadrícules ja que no són elèctrodes sòlids sinó elements escassos a través dels quals els electrons poden passar en el seu camí cap a la placa. Aleshores, el tub de buit es coneix com a tríode, tètrode, pèntode, etc., depenent del nombre de quadrícules. Un tríode té tres elèctrodes: l'ànode, el càtode i una reixeta, etc. La primera xarxa, coneguda com a xarxa de control, (i de vegades altres xarxes) transforma el díode en un dispositiu controlat per tensió: la tensió aplicada a la xarxa de control afecta el corrent entre el càtode i la placa. Quan es manté negativa respecte al càtode, la xarxa de control crea un camp elèctric que repel·leix els electrons emesos pel càtode, reduint o fins i tot aturant el corrent entre el càtode i l'ànode. Mentre la xarxa de control sigui negativa en relació amb el càtode, essencialment no hi flueix corrent, però un canvi de diversos volts a la xarxa de control és suficient per fer una gran diferència en el corrent de la placa, possiblement canviant la sortida en centenars de volts (segons el circuit). El dispositiu d'estat sòlid que funciona més com el tub de pèntode és el transistor d'efecte de camp d'unió (JFET), encara que els tubs de buit normalment funcionen a més de cent volts, a diferència de la majoria de semiconductors en la majoria d'aplicacions.

## Tipus

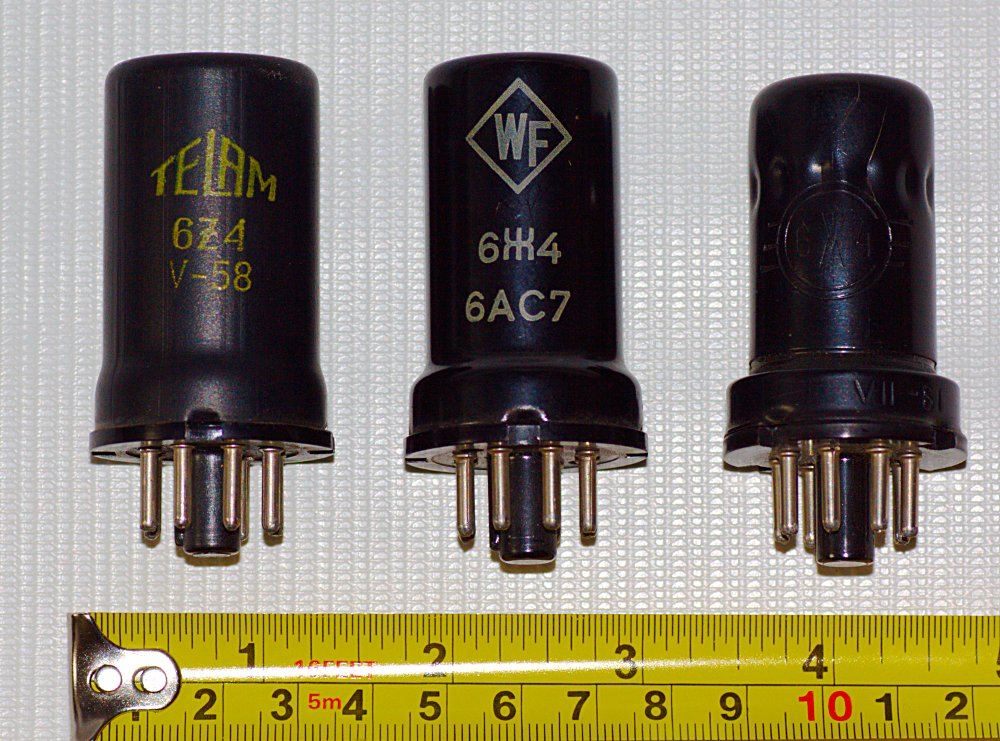
Tubs amb carcassa metàl·lica amb base octal

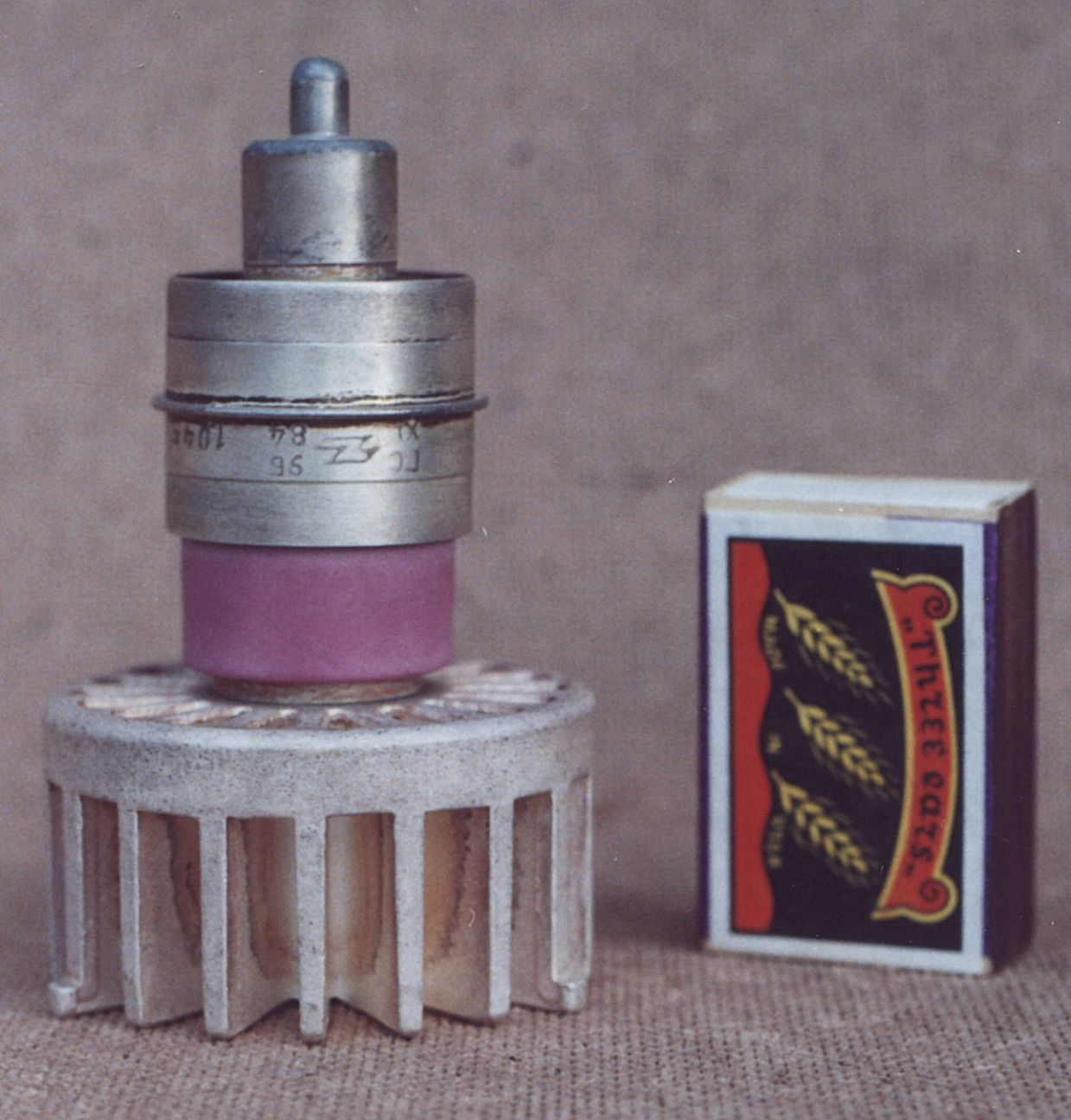
Tub tríode tipus GS-9B; Dissenyat per utilitzar-se a freqüències de ràdio de fins a 2.000 MHz i classificat per a una dissipació de potència d'ànode de 300 watts. El dissipador de calor amb aletes proporciona la conducció de la calor des de l'ànode fins al corrent d'aire.

Encara que existeix una gran diversitat de tipus de vàlvules termoiòniques, tant en la seva aplicació com en els seus principis de funcionament (control de la quantitat d'electrons, en tríodes, tètrodes, pèntodes ; modulació de la seva velocitat en klistrons; acoblament entre el flux d'electrons i una ona electromagnètica en tubs d'ona progressiva, etc), la majoria comparteixen una sèrie de característiques comunes que s'han anat potenciant en anar avançant el seu desenvolupament tecnològic.
La majoria dels tubs moderns tenen la càpsula de vidre, però també s'han utilitzat metall, quars fos (sílice) i ceràmica. Una primera versió del tub 6L6 utilitzava un tb metàl·lic segellat amb perles de vidre, mentre que en versions posteriors es va utilitzar un disc de vidre fos al metall. El metall i la ceràmica s'utilitzen gairebé exclusivament per als tubs de potència superiors a 2 kW de dissipació. El nuvistor és un tub receptor modern que utilitzava amb un molt petit encapsulat de metall i ceràmica.
Els elements interns dels tubs sempre s'han connectat a circuits externs mitjançant pins a la seva base que es connecten a un endoll. Els tubs subminiatura es van produir utilitzant cables de cable en lloc de preses, però aquests es van limitar a aplicacions força especialitzades. A més de les connexions a la base del tub, molts primers tríodes connectaven la reixeta mitjançant una tapa metàl·lica a la part superior del tub; això redueix la capacitància dispersa entre la xarxa i els cables de la placa. També es van utilitzar taps de tubs per a la connexió de plaques (ànode), particularment en tubs de transmissió i tubs amb una tensió de placa molt alta.
Els tubs d'alta potència, com els tubs de transmissió, tenen paquets dissenyats més per millorar la transferència de calor. En alguns tubs, l'embolcall metàl·lic també és l'ànode. El 4CX1000A és un tub ànode extern d'aquest tipus. L'aire es bufa a través d'una sèrie d'aletes connectades a l'ànode, refredant-lo així. Els tubs de potència que utilitzen aquest esquema de refrigeració estan disponibles amb una dissipació de fins a 150 kW. Per sobre d'aquest nivell s'utilitza refrigeració per aigua o per vapor d'aigua. El tub de major potència disponible actualment és l'Eimac 4CM2500KG, un tètrode de potència forçat refrigerat per aigua capaç de dissipar 2,5 megawatts. En comparació, el transistor de potència més gran només pot dissipar aproximadament 1 quilowatt.

### Filaments

Indicador de tríode.

Indicador de díode de buit.

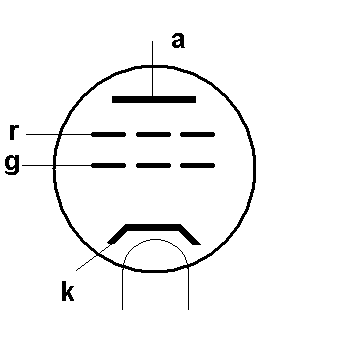
Indicador de tètrode.

El filament és l'òrgan calefactor que proporciona l'energia suficient perquè el càtode emeti una quantitat d'electrons adequada.
En les primeres vàlvules, el filament també actuava com a càtode (càtode de caldeo directe). Posteriorment es van separar les funcions, quedant el filament només com calefactor i el càtode com a elèctrode separat (càtode de caldeo indirecte). Ambdues formes van conviure, ja que el caldeo directe millora la transferència tèrmica entre el càtode i el filament, mentre que el caldeo indirecte simplifica molt el disseny dels circuits i permet optimitzar cadascun dels elèctrodes.
El filament, en estar calent, es veu sotmès a l'efecte de sublimació del material de la seva superfície, és a dir, el seu pas a l'estat gasós, el que va reduint la seva secció en certs punts que ara s'escalfen més que la resta, augmentant la sublimació en ells fins que el filament es trenca. Aquest efecte disminueix enormement si es treballa a temperatures baixes amb materials d'alt punt de fusió (Wolframio. ..). Per això la temperatura dels filaments ha anat descendint.
Efecte microfònic: aquest efecte consisteix en la transmissió al filament de vibracions mecàniques. Quan el filament vibra, transmet aquestes oscil·lacions al càtode, variant la seva distància amb la reixeta, el que produeix una modulació en el corrent d'electrons. En l'ànode, el senyal útil apareix modulada per les vibracions mecàniques, el que és especialment desagradable en el cas d'amplificadors d'àudio, ja que les vibracions que s'acoblen provenen del propi altaveu.
Els camps magnètics també poden crear oscil·lacions del filament, per això algunes vàlvules es tancaven en tubs de gran permeabilitat magnètica (mumetall).

### Càtodes
El càtode és el responsable de l'emissió d'electrons, que ha de ser constant al llarg de la vida de la vàlvula. Malauradament, això no és així, i els càtodes es van esgotant segons envelleixen.
Per prolongar la vida dels filaments, la temperatura de funcionament dels càtodes ha anat fent-se cada vegada menor, gràcies a l'ús de materials amb un potencial d'extracció d'electrons més baix (aliatges de tori, òxids de lantànids ...)
Els càtodes també han de ser bons conductors, el que limita l'aplicació d'alguns recobriments a aplicacions molt particulars. Per exemple, l'òxid de calci sol recobrir els filaments de les pantalles de buit fluorescents (VFD).

### Ànodes
L'ànode rep el flux d'electrons que, en la majoria de les vàlvules, han estat accelerats fins a adquirir gran energia que transfereixen a l'ànode quan xoquen contra ell. Per això, els ànodes de les vàlvules de potència són grans, moltes vegades massius i formen part del propi cos de la vàlvula, podent refrigerar directament des de l'exterior, per contacte amb una superfície freda, aire a pressió, vapor d'aigua, etc. Anteriorment, la refrigeració d'ànode es realitzava fonamentalment per radiació, de manera que les ampolles de vidre eren grans i separades de l'ànode, perquè aquest pogués adquirir gran temperatura.
L'emissió secundària és un efecte, normalment indesitjable, que es produeix a l'ànode, quan els electrons incidents, de gran energia, arrenquen electrons del metall. Encara que en algunes vàlvules aquest efecte s'aprofita per obtenir guany, en la majoria d'elles degrada el senyal i s'ha d'evitar.

### Buit
Un menor grau de buit implica la presència de més molècules de gas a la vàlvula, augmentant el nombre de col·lisions amb els electrons i disminuint el rendiment del tub. Però un menor buit implica un major desgast dels filaments, de manera que històricament s'ha anat avançant cap a les vàlvules d'alt buit mitjançant un avanç conjunt en tots els altres components. No obstant això, algunes vàlvules com els tiratrons basen el seu funcionament en la presència de certs gasos omplint el tub.
Els metalls i altres materials tenen propietats d'absorció i adsorció  de gasos de l'atmosfera, i quan s'escalfen a baixa pressió els van alliberant lentament. Per això, encara s'extregui tot l'aire d'una vàlvula, amb l'ús, el buit interior es redueix. Per evitar-s'utilitza el getter, que és un material (per exemple, magnesi) que s'evapora una vegada segellat el tub. El magnesi evaporat es diposita en la superfície del vidre formant un recobriment brillant. El getter adsorbeix les molècules de gas que puguin alliberar-se en el tub, mantenint la integritat del buit. Quan entra aire en el tub, el getter es torna blanquinós.

### Ceràmiques
El material més utilitzat en construcció del "recipient" de la vàlvula és el vidre, ja heretat de la fabricació de bombetes. Però el vidre té baix punt de fusió, és un bon aïllant tèrmic i és fràgil, de manera que per a vàlvules d'alta potència i radiofreqüència es prefereix utilitzar ceràmiques, que són menys fràgils, tenen bona conductivitat tèrmica i alt punt de fusió. El seu taló d'Aquil·les ha estat l'establiment d'unions estanques i duradores entre la ceràmica i el metall (connexions dels elèctrodes, ànode, dissipadors). Un cop resolt el problema, la ceràmica ha desplaçat al vidre en vàlvules de potència i de microones.

## Classificació

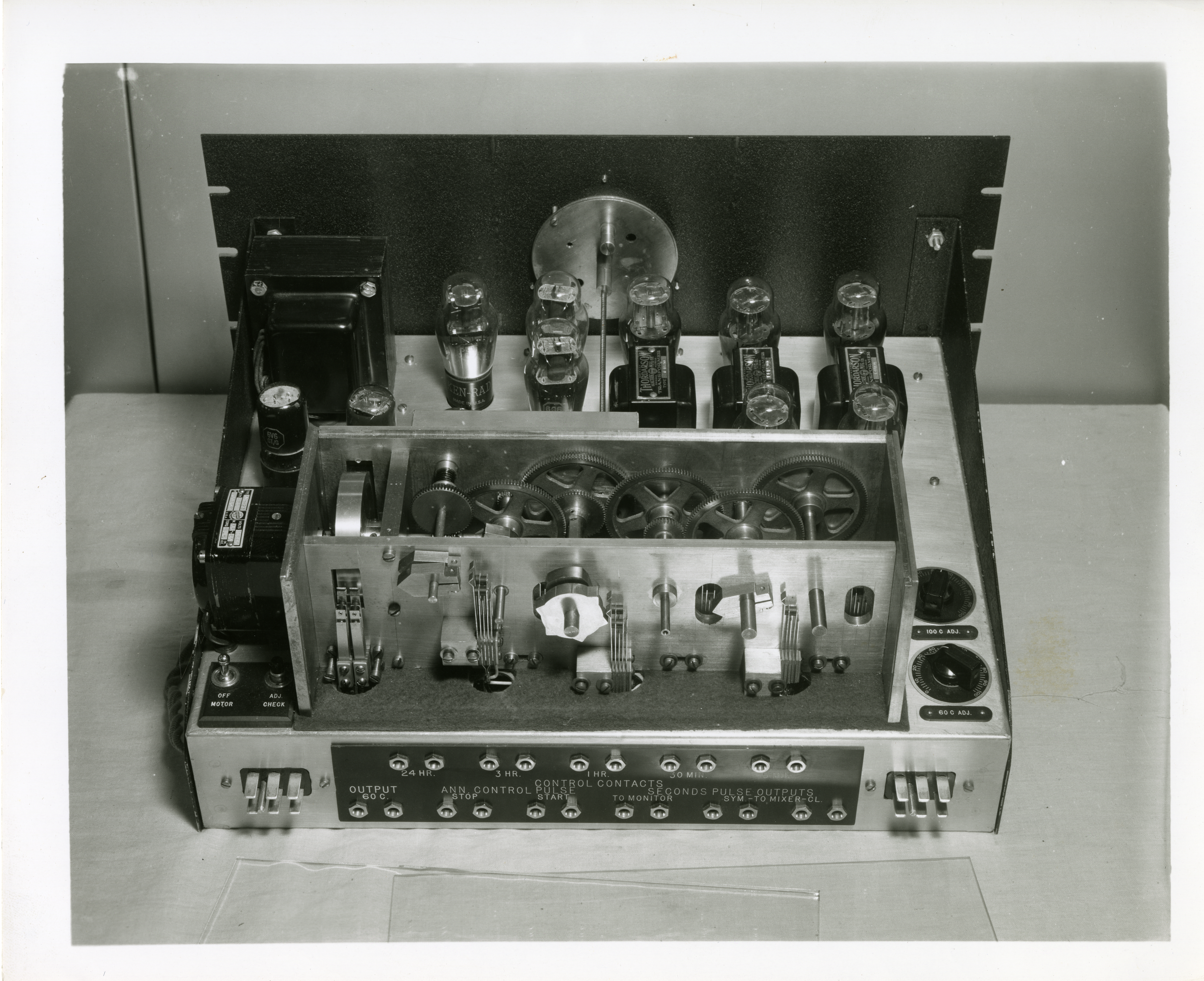
Equip electrònic amb tubs de buit

Una classificació dels tubs de buit termoiònics és pel nombre d'elèctrodes actius. Un dispositiu amb dos elements actius és un díode, normalment utilitzat per a rectificació. Els dispositius amb tres elements són tríodes utilitzats per a l'amplificació i la commutació. Els elèctrodes addicionals creen tètrodes, pèntodes, i així successivament, que tenen múltiples funcions addicionals possibles gràcies als elèctrodes controlables addicionals.
Altres classificacions són:
- per rang de freqüències (àudio, ràdio, VHF, UHF, microones)
- per potència (senyal petit, potència d'àudio, transmissió de ràdio d'alta potència)
- pel tipus de càtode/filament (escalfat indirectament, escalfat directament) i temps d'escalfament (incloent "emissor de brillantor" o "emissor sord")
- pel disseny de corbes característiques (p. ex., nítids versus remots-tall en alguns pèntodes)
- per aplicació (tubs receptors, tubs transmissors, amplificació o commutació, rectificació, mescla)
- paràmetres especialitzats (llarga vida, molt baixa sensibilitat microfònica i amplificació d'àudio de baix soroll, versions robustes o militars)
- Funcions especialitzades (detectors de llum o radiació, tubs d'imatge de vídeo)
- tubs utilitzats per mostrar informació (tubs "ull màgic", pantalles fluorescents al buit, CRT)

Els tubs tenen diferents funcions, com ara els tub de raigs catòdics que creen un feix d'electrons amb finalitats de visualització (com ara el tub d'imatge de televisió) a més de funcions més especialitzades com la microscòpia electrònica i electrons de litografia de feix. El tub de raigs X també és un tub de buit. Els fototubs i fotomultiplicadors es basen en el flux d'electrons a través del buit, tot i que en aquests casos l'emissió d'electrons del càtode depèn de l'energia dels fotons en lloc de l'emissió termiònica. Com que aquest tipus de "tubs de buit" tenen funcions diferents de l'amplificació i rectificació electrònica, es descriuen en altres llocs.

### Tipologia
Segons el nombre d'elèctrodes les vàlvules es classifiquen en: Díodes, tríodes, tètrodes, pèntodes, i així successivament.
Altres tipus de vàlvules termoiòniques són els
- Tiratrons: tríodes farcits de gas.
- Tub de raigs catòdics: les pantalles de televisió, oscil·loscopis, etc.
- Iconoscopis, orticons, vidicons, plumbicons: són tubs de càmera de televisió.
- Ulls màgics: indicadors de sintonia, indicador d'equilibri de pont, voltímetres i multímetres, indicador de saturació en gravadors de cinta magnètica.
- klistrons, magnetrons, Tubs d'ona progressiva, tots ells dispositius de microones.
- Decatron i trocotron, tubs comptadors.
- Selectró: memòria digital.
- VFD: Displays fluorescents de buit.

### Altres tubs de buit
Similars a les vàlvules termoiòniques, però sense emprar l'efecte Edison són:
- Rectificadors de mercuri, Ingnitrons, per al maneig d'alta potència.
- Tubs Nixie, Displays de neó.
- Cèl·lules fotoelèctriques, basades en l'efecte Einstein.
- Cèl·lules o tubs T-R, per a protecció dels receptors de radar.
- Detector Geiger-Müller, detector de radiacions ionitzants.
- Estabistors, tubs reguladors de tensió.

## Patents
- Tub termoiònic a l'USPTO (anglès)—Instrument for converting alternating electric currents into continuous currents (Fleming valve patent)
- Tub termoiònic a l'USPTO (anglès)—Device for amplifying feeble electrical currents
- Tub termoiònic a l'USPTO (anglès)—de Forest's three electrode Audion